# 齋藤栞
齋藤栞（日语：／ Saitō Shiori，1998年2月14日—），日本女子羽毛球運動員。埼玉縣出生，畢業於埼玉栄中学校及埼玉栄高等学校，2016年加入西京銀行，現隸屬於該行的業務推進部，並為ACT SAIKYO羽毛球隊的成員兼主將，隊員編號為3號。其妹妹齋藤夏亦為羽毛球運動員。

## 簡歷
2016年2月，齋藤栞出戰雪梨羽毛球國際賽，在女單決賽以2比0（21-14、21-13）横扫中国徐蔚，奪得其首個國際職業賽冠軍。
2017年4月，齋藤栞出戰芬蘭羽毛球公開賽，在女單決賽以2比0（21-8、21-10）轻取队友漆崎真子，奪得第二個國際職業賽冠軍。同年6月，她出戰西班牙羽毛球國際賽，在女單準决赛中以0比2（17-21、19-21）不敌赛会3号种子、俄罗斯的叶夫根尼娅·科泽茨卡亚。年尾10月，她出戰印尼羽毛球國際挑戰賽，在女單決賽以2比0 （21-15、21-15）横扫赛会4号种子、东道主的Asty Dwi Widyaningrum，赢得第三個國際職業賽冠軍。
2018年3月，齋藤栞出戰奧爾良羽毛球大師賽，在女單決賽以2比0（21-18、21-14）击败了赛会2号种子、丹麦的米娅·布里西费尔特，赢得第四個國際職業賽冠軍。

## 主要比賽成績
只列出曾進入準決賽的國際賽事成績：
| 年份   | 賽事                     | 公開賽級別 | 項目     | 成績   |
| ------ | ------------------------ | ---------- | -------- | ------ |
| 2015年 | 亞洲青年羽毛球錦標賽     | 其他       | 混合團體 | 季軍   |
| 2015年 | 世界青年羽毛球錦標賽     | 其他       | 混合團體 | 第四名 |
| 2016年 | 雪梨羽毛球國際賽         | 國際系列賽 | 女子單打 | 冠軍   |
| 2017年 | 芬蘭羽毛球公開賽         | 國際挑戰賽 | 女子單打 | 冠軍   |
| 2017年 | 西班牙羽毛球國際賽       | 國際挑戰賽 | 女子單打 | 準決賽 |
| 2017年 | 印尼羽毛球國際挑戰賽     | 國際挑戰賽 | 女子單打 | 冠軍   |
| 2018年 | 奧爾良羽毛球大師賽       | 超級100賽  | 女子單打 | 冠軍   |
| 2018年 | 印尼邦加勿里洞羽球大師賽 | 超級100賽  | 女子單打 | 亞軍   |
| 2018年 | 印尼羽毛球國際挑戰賽     | 國際挑戰賽 | 女子單打 | 冠軍   |
| 2019年 | 大阪羽毛球國際挑戰賽     | 國際挑戰賽 | 女子單打 | 準決賽 |
| 2022年 | 本迪戈羽毛球國際賽       | 國際挑戰賽 | 女子單打 | 準決賽 |
| 2022年 | 北港羽毛球國際賽         | 國際挑戰賽 | 女子單打 | 冠軍   |
| 2023年 | 大阪羽毛球國際挑戰賽     | 國際挑戰賽 | 女子單打 | 冠軍   |

| 2007-2017年 | 首要超級賽 | 超級賽 | 黃金大獎賽 | 大獎賽 | 國際挑戰賽 | 國際系列賽 | 未來系列賽 | 其他 |

| 2018-2026年 | 總決賽 | 超級1000賽 | 超級750賽 | 超級500賽 | 超級300賽 | 超級100賽 | 國際挑戰賽 | 國際系列賽 | 未來系列賽 | 其他 |